# 1623 Вивијан
1623 Вивијан (енгл. 1623 Vivian) је астероид главног астероидног појаса чија средња удаљеност од Сунца износи 3,145 астрономских јединица (АЈ).
Апсолутна магнитуда астероида је 11,0.